# Un clair de lune à Maubeuge
Pour la chanson, voir Un clair de lune à Maubeuge (chanson).
Pour plus de détails, voir Fiche technique et Distribution.
Un clair de lune à Maubeuge est un film français de Jean Chérasse sorti en 1962.

## Synopsis
Paul Prunier, chauffeur de taxi parisien, a composé une chanson Un clair de lune à Maubeuge qu'une amie, Monique, employée dans une compagnie de radio, a fait graver sur un disque. Le disque passe au début d'une émission classique. Vu le succès, on recherche l'auteur pour lui faire un « pont d'or ». Charly, directeur d'une société de disques, retrouve Paul et signe avec lui. Paul Prunier subit alors toutes les exigences publicitaires engendrées par son succès. Il résiste à la fatigue de sa nouvelle vie, épouse Virginie et part en voyage de noces. Hélas, même au Japon, son Clair de lune à Maubeuge l'a rejoint.
Le film est inspiré de l'histoire vraie de Pierre Perrin qui écrit et chante la chanson Un clair de lune à Maubeuge en 1962, qui obtient un succès phénoménal et est reprise par de nombreux interprètes en France. Ce sera sa seule apparition comme artiste chanteur.

## Fiche technique
- Titre : Un clair de lune à Maubeuge
- Réalisation : Jean Chérasse
- Scénario : Claude Choublier & Jean Chérasse
- Adaptation : Jean Chérasse, Georges de La Grandière, Claude Choublier
- Dialogue : Claude Choublier
- Assistants réalisateur : Michel Pezin, Pierre Desfons
- Musique : Pierre Perrin, arrangements musicaux de Jean Claudric
- Chanson du film : Un clair de lune à Maubeuge de Pierre Perrin et Claude Blondy
- Photographie : Roland Pontoizeau
- Opérateur : Georges Bourdelon, Yves Rodallec, Pierre Barbe
- Décors : Robert Giordani, assisté de Jean Taillandier
- Son : Guy Villette, assisté de Guy Maillet, Jean Zann
- Montage : Georges Alepée, assisté de Annie Sarraute
- Script-girl : Suzanne Bon
- Photographe de plateau : Jami Blanc
- Régisseur extérieur : Louis Boussaroques
- Régisseur central : Armand Tabuteau
- Maquillage : Serge Groffe
- Costumes : B. Lafont est habillée par la maison Vog
- Caméra : Chevereau
- Tirage : Laboratoire L.T.C Saint-Cloud - Enregistrement Poste Parisien
- Pellicule : 35mm en noir et blanc (quelques séquences en couleur)
- Production : Edic, Ardennes Films, C.F.C
- Directeur de production : Jacqueline Rémy
- Effets spéciaux : Lax
- Tournage dans les studios Franstudio à Saint-Maurice et les extérieurs à Paris, Roubaix, Tourcoing, Maubeuge
- Date de sortie au cinéma : 19 décembre 1962 (a obtenu 629 941 entrées en France)
- Genre : Comédie satirique, film musical
- Durée : 83 minutes
- Visa d'exploitation : 26827

## Distribution
Par ordre alphabétique
- Claude Brasseur : Walter Bank
- Jean Carmet : Fernand, chauffeur de taxi
- Mathilde Casadesus : la turfiste
- Jacques Dufilho : le directeur de la 'Maison de la Radio'
- Sophie Hardy : Virginie, la fiancée de Paul
- Bernadette Lafont : Charlotte, la secrétaire
- Jean Lefebvre : le mineur
- Robert Manuel : Tonton Charly Bank
- Maria Pacôme : la journaliste
- Pierre Perrin : Paul Prunier, le taxi compositeur
- Michel Serrault : Charpentier, le conférencier
- Catherine Sola : la fiancée de Fernand
- Christian de Tillière : Ronald Danton

et
- Jean Richard : Philibert, le préposé des disques
- Henri Salvador : Victor Toulouse, le professeur de chant
- Bourvil chantant à la TV

avec
- Florence Brière : la restauratrice
- Rita Cadillac : Monique, une secrétaire
- Taner Celensu : Jerry, le chanteur
- Yvonne Clech : une secrétaire de Tonton Charly
- Robert Delanne : le photographe reporter
- Max Desrau : le professeur de gymnastique
- Colette Duval : la reporter
- Paul Faivre : le turfiste
- Fernand Guiot : un employé PMU
- Bernard Lavalette : le présentateur télé
- Clément Michu : donateur TV Schneider
- Jacky Moulière : Bill, le guitariste rock
- Philippe Ogouz : le chef des scouts
- Pierjac : le représentant de Frigodo
- Pierre Repp : le réceptionniste bègue
- Sylvie Vartan : la chanteuse yéyé
- Michèle Wargnier : la Miss Frigodo (à vérifier)

Non crédités
- Micha Bayard : la dame en noir de la maison de retraite du Kremlin-Bicêtre
- Catherine Langeais : elle-même
- Raymond Oliver : lui-même

## Autour du film
L'actrice principale, Bernadette Lafont, et le réalisateur, Jean Chérasse, rapportent que, la jugeant blasphématoire, la censure exigea la coupe d'une séquence qui montrait Bernadette Lafont en habit de religieuse dans le cadre des obsessions du héros joué par Pierre Perrin,.